# Vezda János
Vezda János (1948 – 2007. április 13.) újságíró, humorista, rendőrezredes, a Börtön Újság főszerkesztője.
Érettségi után rövid ideig a Népsportnál dolgozott, majd a MOM-ban volt programozó. 1969-ben került – családi indíttatásból (édesapja magas rangú katonatiszt volt) – a Belügyminisztérium kötelékébe. 1972-től három évtizeden keresztül a Magyar Rendőr szerkesztőségében dolgozott, ahol a bűnügyi újságírás meghatározó alakjává vált. Eközben 1975-ben elvégezte a MÚOSZ Újságíró iskoláját, illetve 1982-ben a Rendőrtiszti Főiskola közbiztonsági szakát. A humor művelése, a szórakoztatás pályája szerves részét alkotta. Humoreszkjeit, glosszáit 1979-től a Ludas Matyi, később az Új Ludas közölte rendszeresen. A nyolcvanas években több a szórakoztató irodalom műfajába tartozó regénye is megjelent.
1992 és 1995 között a Zsaru magazin főmunkatársa volt, majd az Országos Rendőrfőkapitányságon dolgozott két évet (1995–1997), innét ment nyugdíjba rendőr alezredesként. Ezt követően a Mai Nap szerkesztőjeként tevékenykedett. A humor terén a rendszerváltás után tovább folytatta sikereit: a rádió és a Mikroszkóp Színpad is felfedezte magának. 2000-ben került a Börtön Újság élére felelős szerkesztőként, 2002-től haláláig a lap főszerkesztője volt. A személyi állomány tájékoztatását szolgáló Hírlevél is ő nevét jegyezte felelős szerkesztőként, hét éven keresztül. Jól kamatoztatta gazdag tapasztalatait, szerzőgárdát szervezett a lap köré, színes stílusát rendszeresen élvezhették a Börtön Újság olvasói.
2007. május 2-án az óbudai temetőben dr. Janza Frigyes ny. rendőr dandártábornok és Forgács Gábor színművész búcsúztatta. Utóbbi Ács Jenő, a Börtön Újság felelős szerkesztőjének szavait is tolmácsolta az egybegyűlteknek.

## Könyvei
- Sebestyén Gábor – Vezda János: A szépségszalon titka
- Vezda János: Rendőrviccek
- Sebestyén Gábor – Vezda János: Aztán gyorsan meghal…
- Vezda János: Kicsike nem tér vissza
- Krenner István – Vezda János: Nagyon taxis viccek
- Vezda János: Guillotine, Monsieur
- Vezda János: Felejtsük el egymást!

## Forrás
Vezda János nekrológ[pontosabban?]